# آلیستر آشر
آلیستر آشر (انگلیسی: Alistair Asher؛ زادهٔ ۱۴ اکتبر ۱۹۸۰) بازیکن فوتبال اهل بریتانیا است.